# Hydnophytum loranthifolium
Hydnophytum loranthifolium är en måreväxtart som först beskrevs av George Bentham, och fick sitt nu gällande namn av Odoardo Beccari. Hydnophytum loranthifolium ingår i släktet Hydnophytum och familjen måreväxter. Inga underarter finns listade i Catalogue of Life.